# 克朗斯 (滨海阿尔卑斯省)
克朗斯（法語：Clans，法語發音：[klɑ̃s]）是法国滨海阿尔卑斯省的一个市镇，位于该省中北部，属于尼斯区。

## 地理
克朗斯（43°59'42"N, 7°8'52"E）面积37.79 平方千米，位于法国普罗旺斯-阿尔卑斯-蓝色海岸大区滨海阿尔卑斯省，该省份为法国东南部沿海省份，南濒地中海，西南至瓦尔省，西北接上普罗旺斯阿尔卑斯省，北部和东部与意大利接壤。
与克朗斯接壤的市镇（或旧市镇、城区）包括：拜罗勒、玛丽、拉图尔、图尔内福尔、于泰勒、沃南松。
克朗斯的时区为UTC+01:00、UTC+02:00（夏令时）。

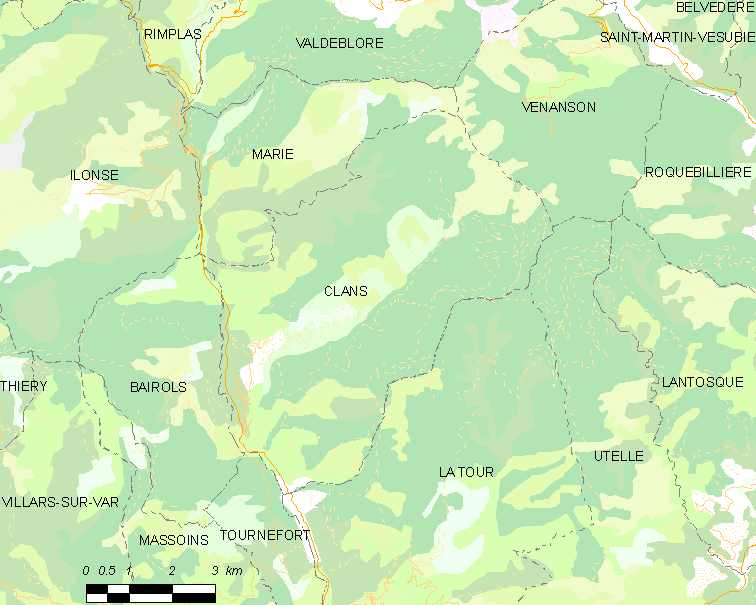
克朗斯的OSM定位图

## 行政
克朗斯的邮政编码为06420，INSEE市镇编码为06042。

## 政治
克朗斯所属的省级选区为图雷特勒旺斯县。

## 人口

1962-2008年间克朗斯人口变化图示

克朗斯于2022年1月1日时的人口数量为688人。